# Aracoiaba (Ceará)
Aracoiaba is een gemeente in de Braziliaanse deelstaat Ceará. De gemeente telt 25.351 inwoners (schatting 2009).
De gemeente grenst aan Redenção, Barreira, Ocara, Ibaretama en Baturité.

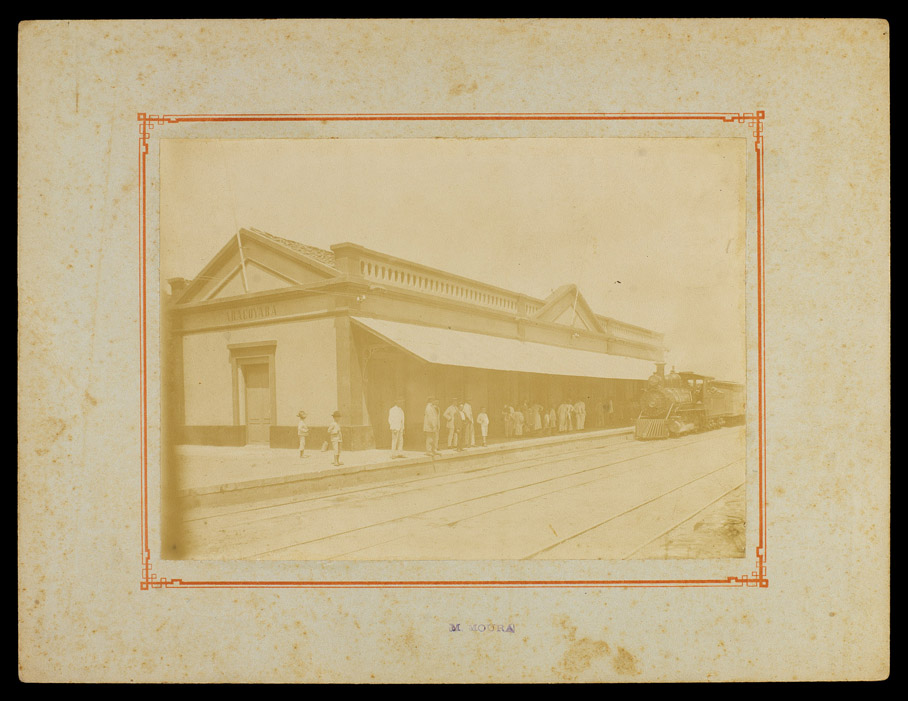
Historische afbeelding van het station van Aracoiaba